# World Cocoa Foundation
World Cocoa Foundation, WCF, är en internationell branschorganisation som företräder 103 medlemmar, där de flesta är företag som verkar inom livsmedelsindustrin och konfektyr. Medlemmarna står för omkring 80% av all kakao och choklad som säljs på världsmarknaden.
Branschorganisationen grundades 1995 som en tankesmedja med namnet International Cocoa Research and Education Foundation (ICREF) av den amerikanska nationella branschorganisationen U.S. Chocolate Manufacturers Association (CMA). Anledningen till detta var att säkra tillgången på kakao efter att branschen på tidigt 1990-tal led av dålig lönsamhet som ledde till att allt fler odlare slutade odla kakao. En annan anledning var att de flesta odlarna var också för dåligt utbildade i att odla kakao på ett effektivt sätt, för att kunna maximera odlandet samtidigt som kakaon hade bra kvalité. Den 14 augusti 2000 beslutade CMA:s styrelse att ICREF skulle expandera internationellt och bli en internationell branschorganisation.

## Medlemmar
| 1-2-Tree                               | Exportadora Romex S.A          | Olam International               |
| Adikanfo Commodities Limited           | Ezaki Glico Co., Ltd.          | Ovaltine                         |
| Agro Traders Limited                   | Ferrero S.p.A.                 | Oy Karl Fazer Ab                 |
| Amsterdams hamn                        | Fuji Oil Co. Ltd.              | Palmer's Cocoa Butter Formula    |
| Arysta Lifescience                     | Fujiya Co.                     | PBC Limited                      |
| Barry Callebaut AG                     | General Cocoa Company Inc      | Puratos                          |
| BASF SE                                | General Mills, Inc.            | Purdy's Chocolates               |
| Bean & Co                              | Ghirardelli Chocolate Company  | Ritter Sport                     |
| Blommer Chocolate Company              | Godiva Chocolatier             | Rizek Cacao, C. por A.           |
| Bourbon Corporation                    | Groupe Cémoi                   | R.M. Palmer Company              |
| Bühler AG                              | Groupe OCP                     | Rocky Mountain Chocolate Factory |
| Cacao Oro de Nicaragua                 | GSR Cocoa Machinery            | Roig Agro-Cacao S. A.            |
| Cargill, Inc.                          | Guittard Chocolate Company     | Royal Duyvis Wiener B.V.         |
| Carletti A/S                           | Haigh's Chocolates             | Royce' Confect Co., Ltd.         |
| Casa Luker S.A.                        | The Hain Celestial Group       | Sainsbury's Supermarkets Ltd     |
| Chocoladefabriken Lindt & Sprüngli AG  | The Hershey Company            | Seattle Chocolates               |
| Chocolat Frey AG                       | Idilia Foods                   | See's Candies Shops, Inc.        |
| Chocolats Halba                        | Indcresa S.A.                  | Siat Group                       |
| Chocolove                              | Itochu Corporation             | Starbucks Corporation            |
| Clasen Quality Chocolate               | JB Cocoa Sdn. Bhd.             | Sucden                           |
| Cloetta AB                             | The J.M. Smucker Company       | Tachibana & Co., Ltd.            |
| Cocoa Merchants Ghana Limited          | Kookoo PA Farmers Association  | Tachibana International Ptd Ltd  |
| Cocoanect                              | Kuapa Kokoo Limited            | TCHO Ventures, Inc.              |
| Cococo Chocolatiers                    | Lotte Confectionery            | Tesco plc                        |
| COFCAO                                 | The Manufacturing Confectioner | Theobroma                        |
| Compañia Nacional de Chocolates        | Marks & Spencer Group plc      | Thorntons Ltd.                   |
| Confiseur Läderach AG                  | Mars, Incorporated             | Toms Gruppen A/S                 |
| Confitera                              | MC Agri Alliance Ltd.          | Touton S.A.                      |
| Croplife International                 | Meiji Holdings Company, Ltd.   | Tree Global                      |
| CWT Commodities Pte. Ltd.              | Mondelez International, Inc.   | Ülker Bisküvi Sanayi A.Ş.        |
| Daito Cacao Co, Ltd.                   | Morinaga & Company, Ltd.       | United Biscuits                  |
| Delfi Limited                          | Natra S.A.                     | Valrhona                         |
| Dengo Chocolates S/A                   | Nederland SA                   | Whittaker's                      |
| Dependable Distribution Services, Inc. | Nestlé S.A.                    | World's Finest Chocolate         |
| ECOM Agroindustrial                    |                                |                                  |

## Styrelsen
| Position         | Namn               | Företag                         |
| ---------------- | ------------------ | ------------------------------- |
| Ordförande       | Barry Parkin       | Mars, Incorporated              |
| Vice ordförande  | Christine McGrath  | Mondelez International, Inc.    |
| Kassör           | Steven Retzlaff    | Barry Callebaut AG              |
| Mötessekreterare | Gerry Manley       | Olam International              |
| Ledamöter        | Simon Billington   | Nestlé S.A.                     |
|                  | Peter Blommer      | Blommer Chocolate Company       |
|                  | Patrick de Boussac | Touton S.A.                     |
|                  | Francisco Gómez    | Casa Luker S.A.                 |
|                  | Marco Gonçalves    | Ferrero Hazelnut Company        |
|                  | Gary Guittard      | Guittard Chocolate Company      |
|                  | Harold Poelma      | Cargill Cocoa & Chocolate, Inc. |
|                  | Patrick Poirrier   | Groupe Cémoi                    |
|                  | Alain Poncelet     | ECOM Agroindustrial             |
|                  | Jason Reiman       | The Hershey Company             |
| President        | Richard Scobey     |                                 |